# Au pays du sang et du miel
Pour plus de détails, voir Fiche technique et Distribution.
Au pays du sang et du miel (In the Land of Blood and Honey) est un drame de guerre écrit, coproduit et réalisé par Angelina Jolie, sorti en 2011. Le film raconte une histoire d'amour sur fond de guerre de Bosnie-Herzégovine, durant le siège de Sarajevo, le nettoyage ethnique, les viols et autres crimes commis par l'armée et d'autres formations paramilitaires de l'entité république serbe de Bosnie,. 

## Synopsis
Durant le siège de Sarajevo dans les années 1990, un Serbe de Bosnie, Danijel (Goran Kostić), retrouve Ajla (Zana Marjanović) qu'il a connue avant la guerre. Lui est le gardien d'un camp de concentration et elle, une prisonnière dans ce même camp. Pourtant, avant le conflit, l'un et l'autre partageaient d'autres sentiments...

## Fiche technique
- Titre original : In the Land of Blood and Honey
- Titre français : Au pays du sang et du miel
- Réalisation et scénario : Angelina Jolie
- Direction artistique : Jon Hutman
- Décors : Zsuzsanna Borvendég et Arwel Evans
- Costumes : Gabriele Binder
- Photographie : Dean Semler
- Montage : Patricia Rommel
- Musique : Gabriel Yared
- Production : Graham King, Angelina Jolie, Tim Headington et Tim Moore
- Société de production : GK Films (États-Unis)
- Sociétés de distribution : Alliance Films (Canada), Entertainment Film Distributors (Royaume-Uni), FilmDistrict (États-Unis), Metropolitan Filmexport (France), Starway Film Distribution (Belgique)
- Budget : 13 000 000 de dollars [3]
- Pays d’origine : États-Unis
- Langues originales : bosnien,anglais
- Format : Couleurs (Fujicolor) - 35 mm - 2.35:1 - Son Dolby numérique
- Genre : Drame romantique
- Durée :  127 minutes
- Dates de sortie : 
  -  États-Unis : 23 décembre 2011
  -  France : 22 février 2012
  -  Belgique : 29 février 2012

## Distribution
- Rade Šerbedžija (VF : Frédéric van den Driessche) : Nebojša Vukojević
- Zana Marjanović (VF : Déborah Perret) : Ajla
- Goran Kostić (VF : Pierre-François Pistorio) : Danijel
- Branko Đurić (VF : Sylvain Lemarié) : Aleksandar
- Nikola Đuričko (VF : Mathieu Buscatto) : Darko
- Feđa Štukan (VF : Raphaël Cohen) : Petar
- Vanessa Glodjo (VF : Marie-Laure Dougnac) : Lejla

Sources et légende : Version française (VF) selon le carton de doublage français.

## Récompenses et distinctions

### Récompenses
- 2011 : The Stanley Kramer Award au Producers Guild of America Awards
- 2011 : Heart of Sarajevo honorary award au Festival du film de Sarajevo
- 2012 : Meilleur film étranger au NAACP Image Award

### Nominations
- Nomination au Golden Globe du meilleur film étranger 2012
- Nomination au meilleur réalisateur au NAACP Image Award 2012

## Box-office
Projeté sur seulement dix-huit écrans aux États-Unis, Au pays du sang et du miel, est un échec commercial. 
| Pays ou région     | Box-office | Date d'arrêt du box-office | Nombre de semaines |
| ------------------ | ---------- | -------------------------- | ------------------ |
| États-Unis/ Canada | 272 376 $  | 12 février 2012            | 7                  |

## Réception critique
Au pays du sang et du miel reçoit des critiques mitigées. L'agrégateur Rotten Tomatoes rapporte que 54 % des 68 critiques ont donné un avis positif sur le film, avec une moyenne passable de 5,9/10. L'agrégateur Metacritic donne une note de 56 sur 100 indiquant une majorité de « critiques positives ».